# Rudolfovský potok
Rudolfovský potok (též Čertík) je pravostranným přítokem Kyselé vody v okrese České Budějovice.

## Popis toku
Potok pramení na východním úpatí kopce Baba v Lišovském prahu 0,5 km od vrcholu v nadmořské výšce 547 m. Teče na jihovýchod
a protéká Malým jivenským a Velkým panským rybníkem. Poté teče 1,5 km na jih a u Vyhlídek se stáčí na západ k Rudolfovu a vtéká do úzkého zalesněného údolí, kterým protéká v délce 2,5 km. V tomto úseku jsou na něm zbudovány další rybníky: Mrhal, Jarval, Královský rybník a pod Rudolfovem Kačer a Čertík. Severně od Vráta potok opouští Lišovský práh a vtéká do Českobudějovické pánve. Zde z něj odbočuje stoka napájející rybníky Kamenný a Bor. Vlastní potok pokračuje severozápadním směrem a poté, co proteče rybníkem Čertík známým také jako Voselný rybník, vtéká na severním okraji Nemanic do Kyselé vody.

## Využití
Od roku 1544, kdy začala intenzivní těžba rud v Rudolfovském rudném revíru, bylo povodí Rudolfovského potoka využíváno jako zdroj vody pro pohon důlních strojů. Nejdůležitější byl v tomto směru rybník Mrhal vybudovaný v roce 1555. Kolem potoka byla dále postavena síť vodních stok a kanálů.
Zalesněné údolí nad Rudolfovem je v současnosti také hojně využívané pro příměstskou rekreaci.

## Ochrana životního prostředí
V údolí Rudolfovského potoka nad Rudolfovem žije rak říční (Astacus astacus), vydra říční (Lutra lutra), ohrožené druhy ptáků – ledňáček říční (Alcedo atthis), výr velký (Bubo bubo), dudek chocholatý (Upupa epops), v bývalém lomu včelojed lesní (Pernis apivorus). Roste zde blatouch bahenní (Caltha palustris), na hladině rybníka Jarval lekníny (Nymphaea) a plavín štítnatý (Nymphoides peltata).
V létě 2014 provedl biolog Alois Pavlíčko orientační biologický průzkum v lokalitě Rudolfovského lomu, při kterém odhalil nebo potvrdil výskyt několika chráněných a ohrožených druhů, motýlů přástevníka kostivalového (Euplagia quadripunctaria), okáče kluběnkového (Erebia aethiops), batolce duhového (Apatura iris) a batolce červeného (Apatura ilia), dále zde žijí ropucha obecná (Bufo bufo), skokan zelený (Pelophylax esculentus), slepýš křehký (Anguis fragilis), ještěrka obecná (Lacerta agilis), užovka obojková (Natrix natrix), zmije obecná (Vipera berus). Podle stanoviska Agentury ochrany přírody a krajiny evidovala v září 2015 její databáze v údolí 28 chráněných druhů a dalších 8 zařazených do červeného seznamu ohrožených druhů. V roce 2018 zde byl potvrzen výskyt silně ohroženého mloka skvrnitého (Salamandra salamandra).
Pod rybníkem Mrhal se nacházejí významné krajinné prvky (VKP) Údolní niva Rudolfovského potoka 1 a 2.
V roce 2012 petiční výbor žádal vyhlášení přírodního parku o rozloze 65 ha. Krajský úřad to však zamítl s odůvodněním, že lokalita nesplňuje příslušná kritéria. Obec Jivno zamýšlela vyčlenit v územním plánu lokalitu o rozloze 3 ha (s územní rezervou 1 ha) na rekreační zónu, aby zde bylo možné postavit sportovně-relaxační centrum, případně i další chaty. Občanské sdružení Náš domov poté navrhlo lokalitu Rudolfovského lomu o rozloze 5 ha jako významný krajinný prvek. Českobudějovický odbor ochrany životního prostředí v prosinci 2012 tento VKP zaregistroval, proti rozhodnutí se ke krajskému úřadu Jihočeského kraje odvolala obec Jivno zastoupená tehdejším starostou Josefem Makovcem a další dva majitelé pozemků (Dana Chytilová a firma Lumos vlastněná bývalým starostou Jivna Lumírem Dvořákem). Krajský úřad rozhodnutí magistrátu potvrdil, načež vlastníci pozemků podali žalobu ke Krajskému soudu, který na konci května 2014 rozhodl, že o registraci VKP má kvůli formálním nedostatkům znovu jednat Krajský úřad.
Dne 31. března 2014 zastupitelstvo obce Jivno schválilo územní plán, v němž sice byl zakreslen VKP, ale přímo na jeho území zůstaly i nadále stavby rekreačních objektů, v nivě Rudolfovského potoka, která má také status VKP, pak i přes upozornění odpůrců zůstala naplánovaná zbytečná vodní nádrž, která by toto území poškodila, další plochy ke stavebnímu využití byly schváleny v prostoru ochranného pásma lesa. Proti územnímu plánu Jivna už jeho odpůrci podali tři podněty k přezkumnému řízení, o nichž bude rozhodovat Krajský úřad. Krajský úřad oznámil v červnu 2014 pokračování správního řízení o registraci VKP Rudolfovský lom. V listopadu 2014 Krajský úřad potvrdil registraci významného krajinného prvku Rudolfovský lom.
V lednu 2015 Krajský úřad Jihočeského kraje zrušil několik částí územního plánu obce Jivno, které kritizovali někteří vlastníci pozemků v údolí Rudolfovského potoka, Calla a Jihočeské matky. Krajský úřad zrušil části územního plánu, které se týkaly výstavby rekreačních objektů pod hrází rybníka Mrhal a také celého území významného krajinného prvku Rudolfovský lom. Zrušena byla také část územního plánu, která se týká výstavby nové vodní nádrže v údolní nivě Rudolfovského potoka.
V roce 2018 vydalo zastupitelstvo obce Jivno návrh na změnu č. 1 územního plánu. Tato změna vymezuje nové zastavitelné plochy pro rodinnou rekreaci a dále vymezuje plochu rekreace a plochu přírodního sportoviště v lokalitě VKP Rudolfovský lom, kde je možno realizovat lezeckou stěnu, postavit jednopodlažní objekt tvořící zázemí k tomuto využití a dále postavit objekt určený pro účely ochrany přírody a krajiny. Návrh změny je ve fázi před veřejným projednáním.

## Fotogalerie

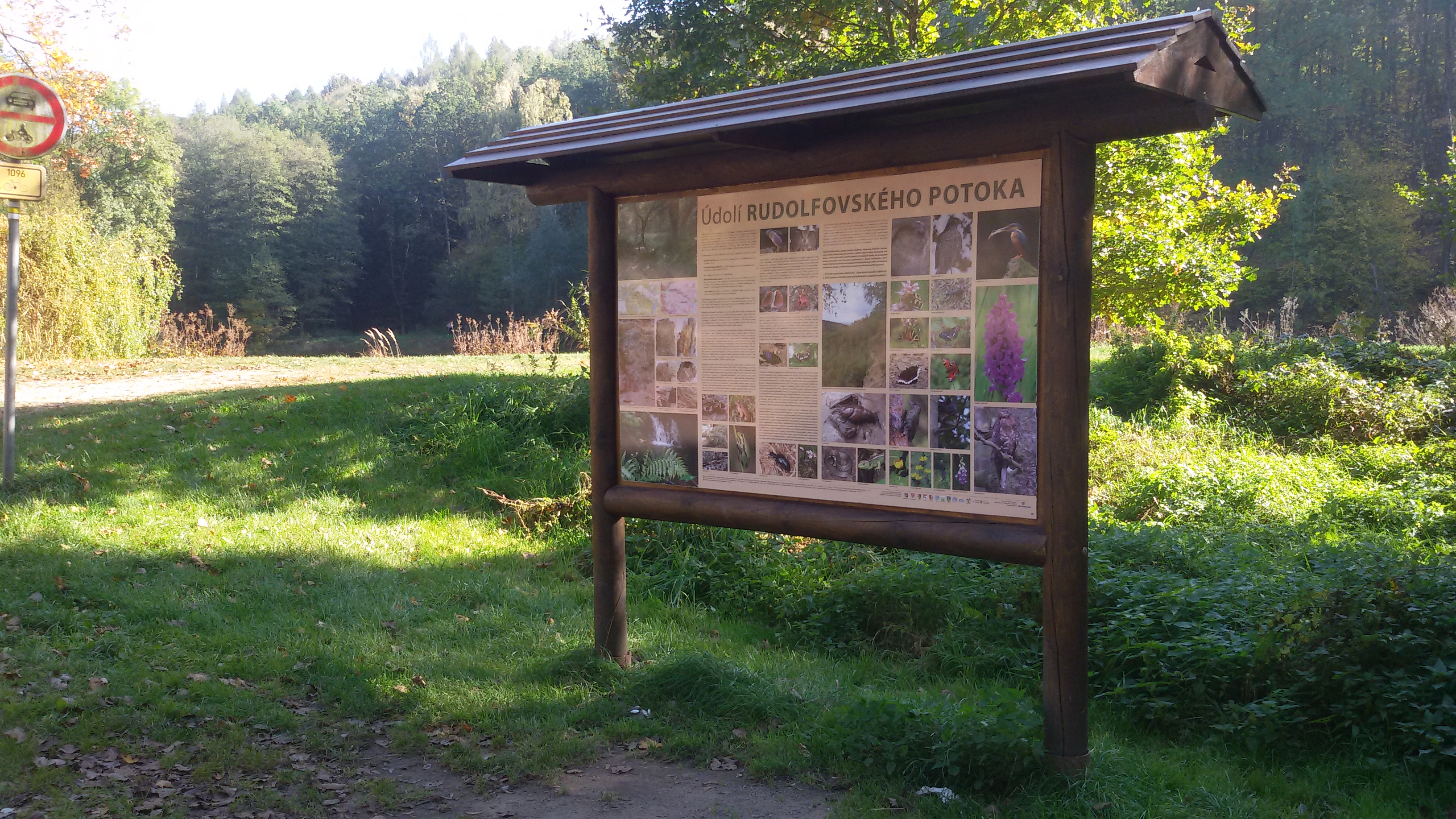
Informační tabule u Jarvalu
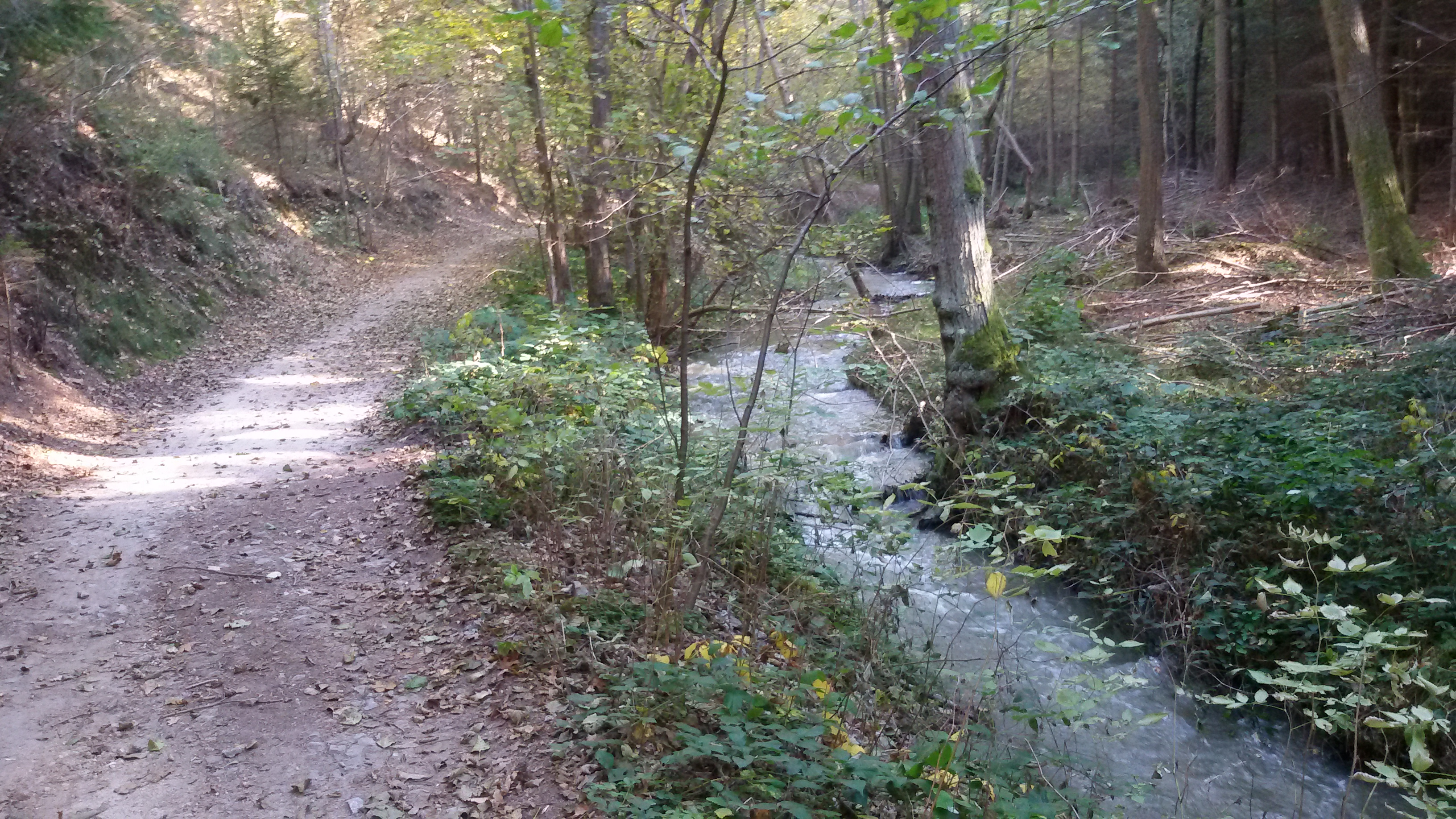
Cesta podél potoka
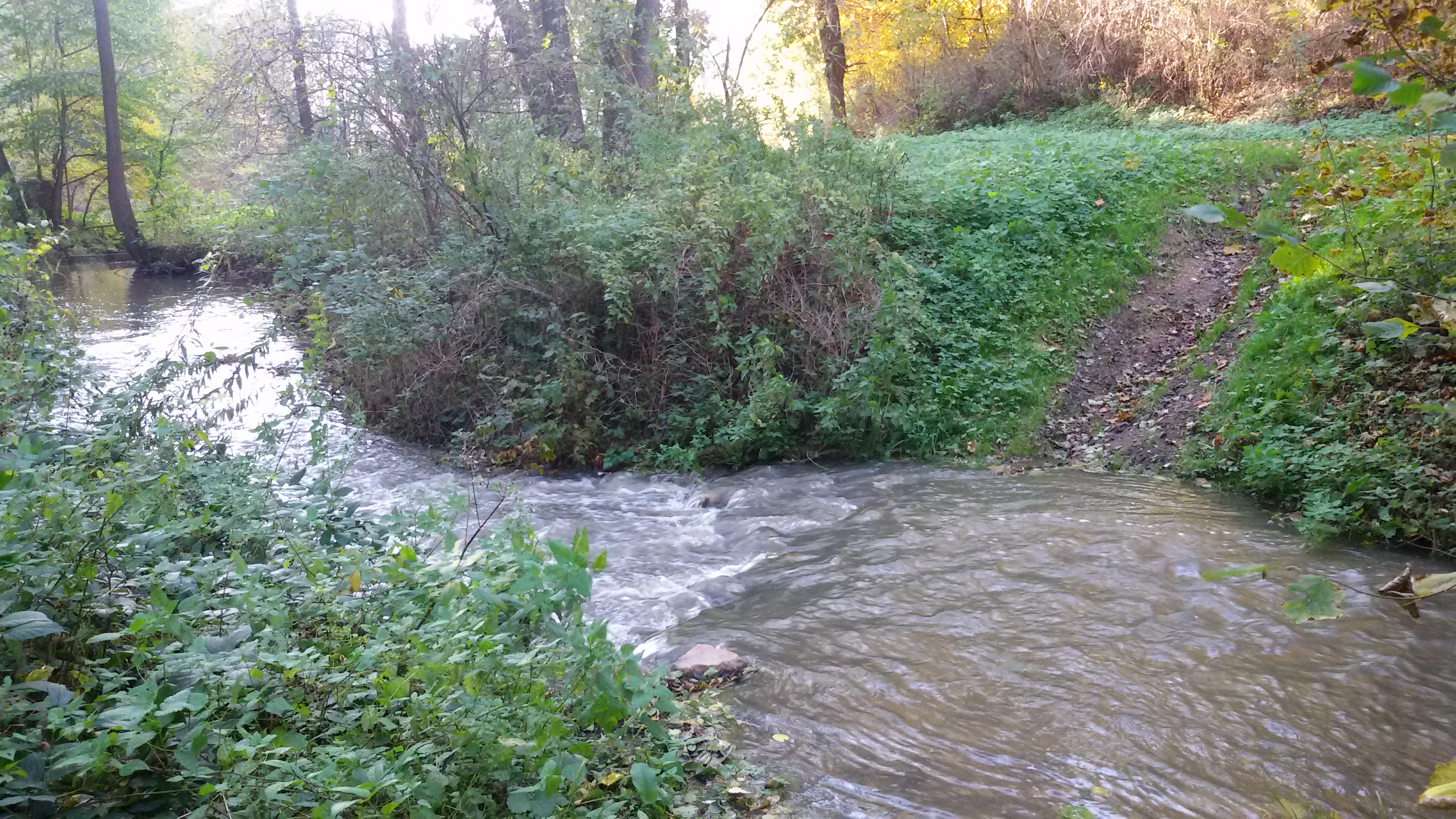
Brod
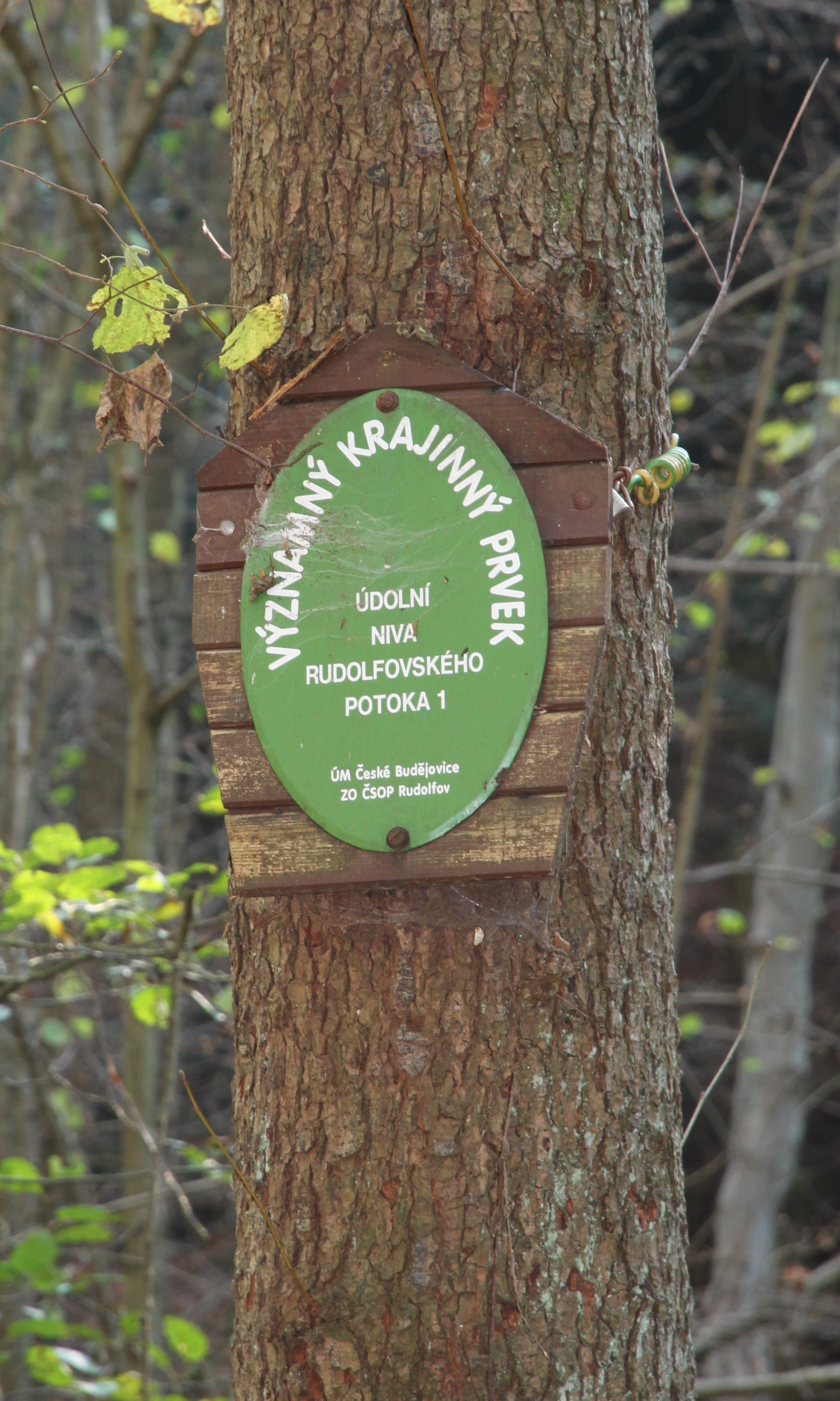
Významný krajinný prvek v údolí Rudolfovského potoka
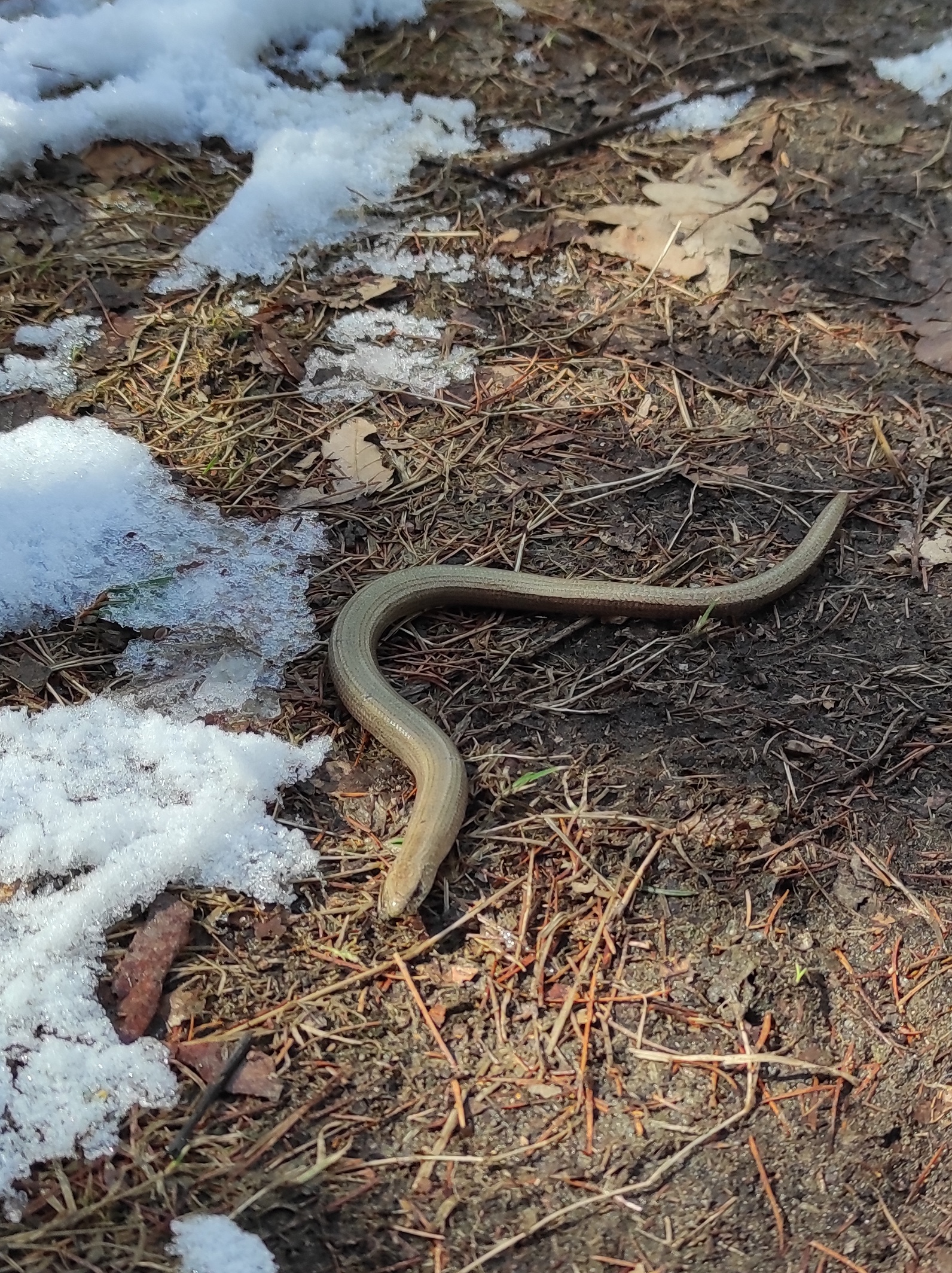
Slepýš nad údolím Rudolfovského potoka